# Nagłowice (gmina)
Nagłowice (do 1 kwietnia 1991 gmina Nagłowice-Oksa) – gmina wiejska w województwie świętokrzyskim, w powiecie jędrzejowskim. W latach 1975–1998 gmina położona była w województwie kieleckim.
Siedziba gminy to Nagłowice.
Na koniec 2010 r. gminę zamieszkiwało 5237 osób.

## Miejscowości
| Miejscowości podstawowe i ich integralne części w gminie Nagłowice | Miejscowości podstawowe i ich integralne części w gminie Nagłowice | Miejscowości podstawowe i ich integralne części w gminie Nagłowice | Miejscowości podstawowe i ich integralne części w gminie Nagłowice | Miejscowości podstawowe i ich integralne części w gminie Nagłowice |
| Nazwa | Rodzaj miejscowości                                                | Miejscowość podstawowa                                             | SIMC                                                               | Położenie geograficzne                                             |
| --- | ------------------------------------------------------------------ | ------------------------------------------------------------------ | ------------------------------------------------------------------ | ------------------------------------------------------------------ |
| Baraki | przysiółek wsi                                                     | Rakoszyn                                                           | 0254930                                                            | 50°39′12″N 20°04′36″E/50,653333 20,076667                          |
| Biały Ogon | kolonia wsi                                                        | Deszno                                                             | 0254775                                                            | 50°37′25″N 20°07′18″E/50,623611 20,121667                          |
| Brynica Mokra | wieś                                                               |                                                                    | 0254628                                                            | 50°39′23″N 20°10′45″E/50,656389 20,179167                          |
| Caców | wieś                                                               |                                                                    | 0254634                                                            | 50°41′58″N 20°11′38″E/50,699444 20,193889                          |
| Caców-Dziadówki | część wsi                                                          | Caców                                                              | 0254640                                                            | 50°41′57″N 20°10′57″E/50,699167 20,182500                          |
| Caców-Kolonia | część wsi                                                          | Caców                                                              | 0254657                                                            | 50°42′01″N 20°12′36″E/50,700278 20,210000                          |
| Choinki | Zdanowskie część wsi                                               | Zdanowice                                                          | 0255148                                                            | 50°40′04″N 20°10′49″E/50,667778 20,180278                          |
| Chycza | przysiółek wsi                                                     | Rejowiec                                                           | 0254976                                                            | 50°41′42″N 20°04′43″E/50,695000 20,078611                          |
| Chycza-Brzóstki | wieś                                                               |                                                                    | 0254670                                                            | 50°40′56″N 20°03′04″E/50,682222 20,051111                          |
| Cierno Plebańskie | część wsi                                                          | Cierno-Żabieniec                                                   | 0254692                                                            | 50°40′31″N 20°11′41″E/50,675278 20,194722                          |
| Cierno Poduchowne | część wsi                                                          | Cierno-Żabieniec                                                   | 0254700                                                            | 50°40′18″N 20°11′57″E/50,671667 20,199167                          |
| Cierno-Żabieniec | wieś                                                               |                                                                    | 0254686                                                            | 50°40′40″N 20°11′20″E/50,677778 20,188889                          |
| Deszno | wieś                                                               |                                                                    | 0254752                                                            | 50°36′51″N 20°08′36″E/50,614167 20,143333                          |
| Doły | część wsi                                                          | Zagórze                                                            | 0255119                                                            | 50°36′42″N 20°09′59″E/50,611667 20,166389                          |
| Dziadówki Cacewskie | kolonia                                                            | Cierno-Żabieniec                                                   | 0254723                                                            | 50°41′03″N 20°12′06″E/50,684167 20,201667                          |
| Dziadówki Zdanowskie | kolonia                                                            | Cierno-Żabieniec                                                   | 0254730                                                            | 50°40′26″N 20°10′58″E/50,673889 20,182778                          |
| Górka | przysiółek wsi                                                     | Caców                                                              | 0254663                                                            | 50°41′47″N 20°13′01″E/50,696389 20,216944                          |
| Huta | część wsi                                                          | Nagłowice                                                          | 0254829                                                            | 50°40′59″N 20°06′18″E/50,683056 20,105000                          |
| Ignaców | kolonia wsi                                                        | Nowa Wieś                                                          | 0254887                                                            | 50°38′31″N 20°06′22″E/50,641944 20,106111                          |
| Jaronowice | wieś                                                               |                                                                    | 0254781                                                            | 50°39′18″N 20°02′11″E/50,655000 20,036389                          |
| Kierzki | kolonia wsi                                                        | Zagórze                                                            | 0255125                                                            | 50°36′33″N 20°10′46″E/50,609167 20,179444                          |
| Kierzki | osada wsi                                                          | Jaronowice                                                         | 0254798                                                            | 50°38′26″N 20°02′15″E/50,640556 20,037500                          |
| Korea | część wsi                                                          | Rakoszyn                                                           | 0254901                                                            | 50°39′06″N 20°06′23″E/50,651667 20,106389                          |
| Korea | kolonia wsi                                                        | Cierno-Żabieniec                                                   | 0254746                                                            | 50°39′53″N 20°12′14″E/50,664722 20,203889                          |
| Krztyk | przysiółek wsi                                                     | Nagłowice                                                          | 0254835                                                            | 50°39′30″N 20°07′37″E/50,658333 20,126944                          |
| Ku Jaronowicom | część wsi                                                          | Trzciniec                                                          | 0255013                                                            | 50°37′53″N 20°04′39″E/50,631389 20,077500                          |
| Kuźnice | wieś                                                               |                                                                    | 0254806                                                            | 50°39′51″N 20°02′40″E/50,664167 20,044444                          |
| Łopata | część wsi                                                          | Zdanowice                                                          | 0255154                                                            | 50°40′09″N 20°10′06″E/50,669167 20,168333                          |
| Marianów | przysiółek wsi                                                     | Nagłowice                                                          | 0254841                                                            | 50°41′18″N 20°08′39″E/50,688333 20,144167                          |
| Na Sieńsku | część wsi                                                          | Trzciniec                                                          | 0255020                                                            | 50°37′35″N 20°04′30″E/50,626389 20,075000                          |
| Nagłowice | wieś                                                               |                                                                    | 0254812                                                            | 50°40′42″N 20°06′24″E/50,678333 20,106667                          |
| Nagłowice-Kolonia | kolonia                                                            | Nagłowice                                                          | 0254858                                                            | 50°40′08″N 20°07′49″E/50,668889 20,130278                          |
| Nowa Wieś | wieś                                                               |                                                                    | 0254870                                                            | 50°38′41″N 20°07′49″E/50,644722 20,130278                          |
| Okupniki | część wsi                                                          | Rejowiec                                                           | 0254960                                                            | 50°41′22″N 20°04′37″E/50,689444 20,076944                          |
| Okupniki | część wsi                                                          | Zdanowice                                                          | 0255160                                                            | 50°40′08″N 20°10′23″E/50,668889 20,173056                          |
| Okupniki | część wsi                                                          | Rakoszyn                                                           | 0254918                                                            | 50°39′04″N 20°03′54″E/50,651111 20,065000                          |
| Piaski | część wsi                                                          | Deszno                                                             | 0254769                                                            | 50°36′37″N 20°09′15″E/50,610278 20,154167                          |
| Piaski | kolonia wsi                                                        | Warzyn Pierwszy                                                    | 0255094                                                            | 50°37′59″N 20°11′50″E/50,633056 20,197222                          |
| Podsieńszcze | przysiółek wsi                                                     | Rakoszyn                                                           | 0254947                                                            | 50°38′37″N 20°03′52″E/50,643611 20,064444                          |
| Podworskie | przysiółek wsi                                                     | Ślęcin                                                             | 0254999                                                            | 50°40′16″N 20°04′15″E/50,671111 20,070833                          |
| Prytków | część wsi                                                          | Trzciniec                                                          | 0255036                                                            | 50°37′07″N 20°05′07″E/50,618611 20,085278                          |
| Raj | część wsi                                                          | Trzciniec                                                          | 0255042                                                            | 50°37′48″N 20°06′37″E/50,630000 20,110278                          |
| Rakoszyn | wieś                                                               |                                                                    | 0254893                                                            | 50°39′02″N 20°05′08″E/50,650556 20,085556                          |
| Rejowiec | wieś                                                               |                                                                    | 0254953                                                            | 50°41′23″N 20°05′29″E/50,689722 20,091389                          |
| Resztówka | część wsi                                                          | Rakoszyn                                                           | 0254924                                                            | 50°38′53″N 20°05′56″E/50,648056 20,098889                          |
| Stara Wieś | część wsi                                                          | Zdanowice                                                          | 0255177                                                            | 50°39′57″N 20°10′00″E/50,665833 20,166667                          |
| Ślęcin | wieś                                                               |                                                                    | 0254982                                                            | 50°40′01″N 20°04′51″E/50,666944 20,080833                          |
| Trzciniec | wieś                                                               |                                                                    | 0255007                                                            | 50°37′36″N 20°05′22″E/50,626667 20,089444                          |
| Ustronie | osada wsi                                                          | Warzyn Drugi                                                       | 0255065                                                            | 50°38′59″N 20°09′33″E/50,649722 20,159167                          |
| Warzyn Drugi | wieś                                                               |                                                                    | 0255059                                                            | 50°37′57″N 20°10′52″E/50,632500 20,181111                          |
| Warzyn Pierwszy | wieś                                                               |                                                                    | 0255088                                                            | 50°38′14″N 20°11′01″E/50,637222 20,183611                          |
| Wilcza Grobla | przysiółek wsi                                                     | Nagłowice                                                          | 0254864                                                            | 50°39′31″N 20°07′20″E/50,658611 20,122222                          |
| Zagórze | wieś                                                               |                                                                    | 0255102                                                            | 50°36′48″N 20°10′34″E/50,613333 20,176111                          |
| Zalesie | kolonia                                                            | Warzyn Drugi                                                       | 0255071                                                            | 50°38′11″N 20°09′48″E/50,636389 20,163333                          |
| Zdanowice | wieś                                                               |                                                                    | 0255131                                                            | 50°40′04″N 20°10′08″E/50,667778 20,168889                          |
| Źródła: Wykaz urzędowych nazw miejscowości i ich części (xls),Dz.U. z 2013 r. poz. 200 oraz Dz.U. z 2015 r. poz. 1636, Zbiory danych państwowego rejestru nazw geograficznych -2025-06-15 |                                                                    |                                                                    |                                                                    |                                                                    |

## Struktura powierzchni
Według stanu na 1 stycznia 2011 r. powierzchnia gminy wynosi 117,29 km².
W 2007 r. 69% obszaru gminy stanowiły użytki rolne, a 23% – użytki leśne.

## Demografia

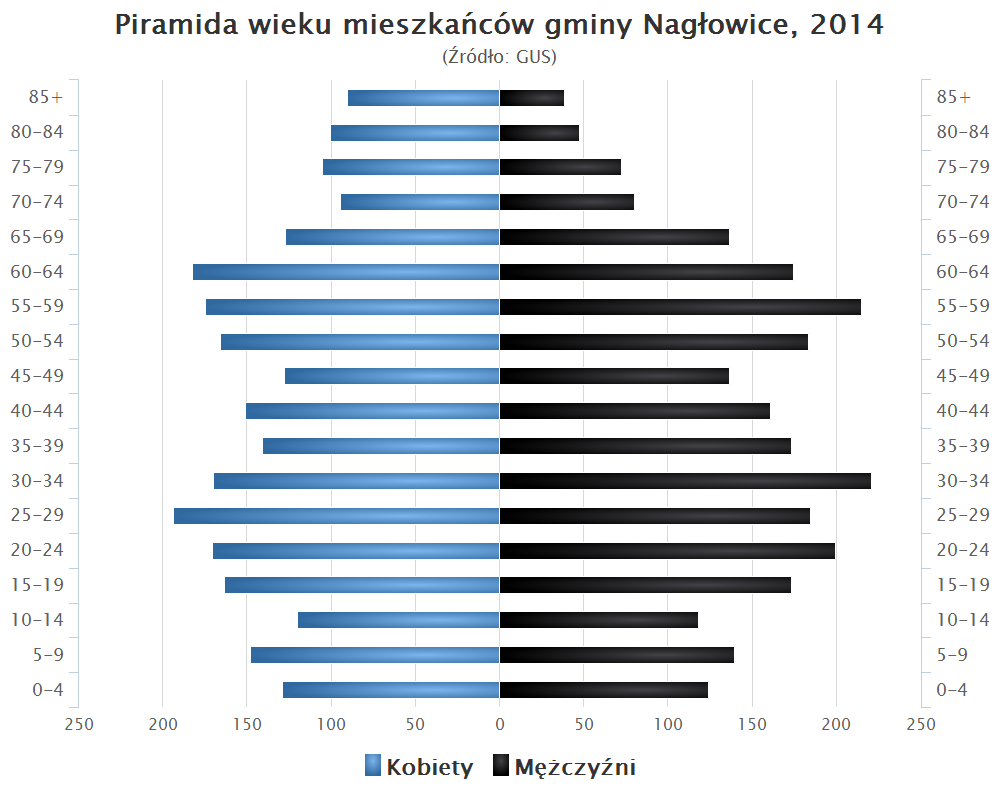
Piramida wieku mieszkańców gminy Nagłowice w 2014 roku

Dane z 31 grudnia 2010 r.:
| Opis      | Ogółem | Ogółem | Kobiety | Kobiety | Mężczyźni | Mężczyźni |
| --------- | ------ | ------ | ------- | ------- | --------- | --------- |
| jednostka | osób   | %      | osób    | %       | osób      | %         |
| populacja | 5 237  | 100    | 2 628   | 50,2    | 2 609     | 49,8      |

## Sołectwa
Brynica Mokra
, Caców
, Chycza-Brzóstki
, Cierno-Żabieniec
, Deszno
, Jaronowice
, Kuźnice
, Nagłowice
, Nowa Wieś
, Rakoszyn
, Rejowiec
, Ślęcin
, Trzciniec
, Warzyn Drugi
, Warzyn Pierwszy
, Zagórze
, Zdanowice

## Sąsiednie gminy
Jędrzejów, Moskorzew, Oksa, Radków, Sędziszów, Słupia

## Wójtowie Nagłowic
- Elżbieta Frejowska (1990-1997)
- Bronislaw Dzwonek (1997-2000)
- Teresa Równicka (2000-2002)
- Elżbieta Frejowska (2002-2014)
- Monika Bolewska (2014-2018)
- Jacek Lato (2018-nadal)